# Roerdalen
Roerdalen (anhörenⓘ) (deutsch Rurtäler) ist eine niederländische Gemeinde in der Provinz Limburg.
Die Gemeinde entstand ursprünglich 1991 durch die Eingemeindung der bis dahin selbständigen Gemeinde Vlodrop in die Gemeinde Melick en Herkenbosch. Seit 1993 trägt sie den Namen Roerdalen. Zum 1. Januar 2007 wurde die Nachbargemeinde Ambt Montfort eingemeindet, wodurch die Gemeinde ihre Einwohnerzahl verdoppelte.

## Ortschaften
Die Gemeinde besteht aus sechs Kirchdörfern und neun Bauerschaften und Weilern.

### Dörfer
- Herkenbosch (4.250 Einwohner)
- Melick (3.705 Einwohner)
- Montfort (3.100 Einwohner)
- Posterholt (4.030 Einwohner)
- Sint Odiliënberg (3.355 Einwohner)
- Vlodrop (2.370 Einwohner)

### Bauerschaften und Weiler
- Aan de Berg
- Etsberg
- Holst
- Lerop
- Paarlo
- Reutje
- Varst
- Vlodrop-Station
- Zittard

(Stand 1. Januar 2022)

## Geografische Lage
Die Dörfer liegen in der Niederung der Rur. Die Dörfer Posterholt und Vlodrop, und das nördliche Wald- und Heidegebiet Nationalpark De Meinweg liegen an der deutsch-niederländischen Landesgrenze.

## Geschichte

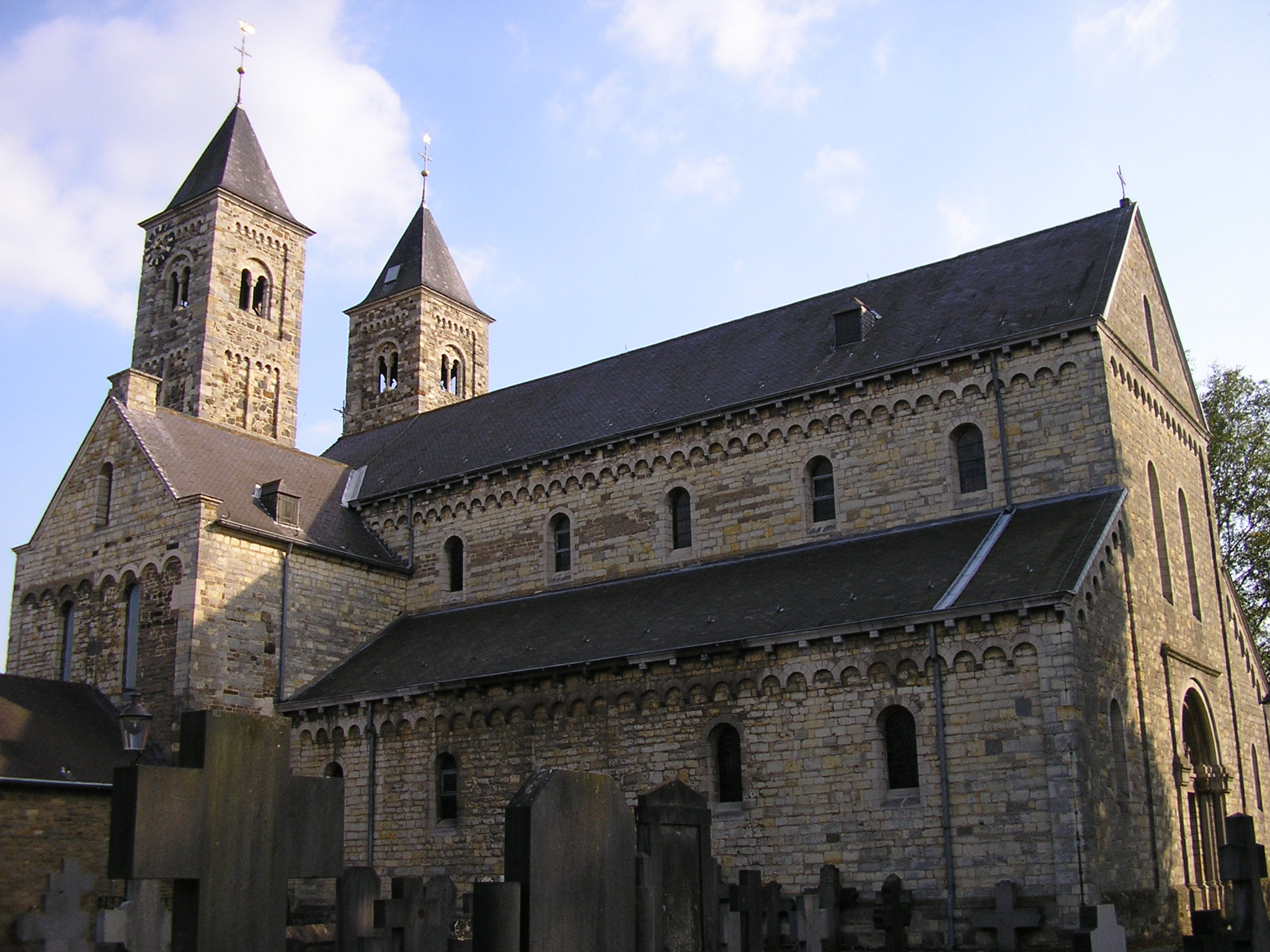
Basilika Sint Odiliënberg

Die Dörfer Melick und Vlodrop wurden 858 bzw. 943 erstmals urkundlich erwähnt.
Das Dorf Sint Odilienberg entstand rund um eine angeblich schon 706 vom Hl. Wiro gegründete Abtei, die sicher 870 im Vertrag von Meerssen erwähnt wird, als sie dem Reich Ludwigs des Deutschen zugeteilt wurde (Regesta Imperii I., 1480).
Durch das Gemeindegebiet führt seit 1879 die eingleisige Bahnstrecke Eiserner Rhein. Die Reaktivierung der stillgelegten Strecke wird kontrovers diskutiert. Versuche der Steinkohleförderung wurden nach wenigen Jahren mit der Schließung der Beatrixmine im nördlichen Gemeindegebiet 1962 eingestellt.

### Wappen
Blasonierung: Gespalten, vorne in Rot ein aufrechter, zweischwänziger, schwarzäugiger, silberner Löwe, hinten geteilt, oben von Silber und Blau sechsmal geteilt, darunter in Silber eine rote heraldische Lilie. Ein hersehender aufrechter Löwe mit offenem Maul in natürlichen Farben dient als Schildhalter – er hält den Schild vor seinem Körper, mit den Vordertatzen an den oberen Schildecken, so dass der Schild außer Kopf und vier Tatzen den gesamten Löwen verdeckt.
Das von einem Löwen gehaltene Wappen vereint Wappenmotive der drei Ortschaften: den Löwen von Melick und Herkenbosch, die rote Lilie von Vlodrop und die drei blauen Balken von Posterholt.

### Gemeindepartnerschaft
- Es besteht eine Partnerschaft mit der Verbandsgemeinde Birkenfeld in Rheinland-Pfalz.

## Politik

### Sitzverteilung im Gemeinderat
Der Gemeinderat wird seit der Gemeindegründung folgendermaßen gebildet:
| Partei                     | Sitze | Sitze | Sitze | Sitze | Sitze | Sitze | Sitze | Sitze | Sitze |
| Partei                     | 1990  | 1994  | 1998  | 2002  | 2006  | 2010  | 2014  | 2018  | 2022  |
| -------------------------- | ----- | ----- | ----- | ----- | ----- | ----- | ----- | ----- | ----- |
| Roerstreek Lokaal! a       | –     | –     | –     | –     | –     | 6     | 6     | 6     | 6     |
| CDA                        | 5     | 5     | 6     | 6     | 4     | 5     | 6     | 5     | 4     |
| Democraten Roerdalen       | –     | –     | –     | –     | –     | 1     | 2     | 3     | 4     |
| PvdA                       | 1     | 1     | 1     | 1     | –     | –     | 1     | 2     | 3     |
| GroenLinks                 | –     | –     | –     | –     | –     | –     | –     | –     | 3     |
| Ons Roerdalen              | –     | –     | –     | –     | –     | –     | 3     | 2     | 2     |
| VVD                        | 1     | 1     | 1     | 1     | 1     | 3     | 1     | 1     | –     |
| Jongerenlijst              | –     | –     | –     | –     | 3     | 2     | –     | –     | –     |
| Lijst Nissen               | –     | –     | –     | –     | 4     | 2     | –     | –     | –     |
| Jongeren voor Jong & Oud a | 4     | 4     | 4     | 4     | 2     | –     | –     | –     | –     |
| Aktief Berg a              | –     | –     | –     | –     | 3     | –     | –     | –     | –     |
| Samen Verder a             | –     | –     | –     | –     | 1     | –     | –     | –     | –     |
| Gemeentelijk Platform a    | 4     | 4     | 3     | 3     | 1     | –     | –     | –     | –     |
| D66                        | 0     | –     | –     | –     | –     | –     | –     | –     | –     |
| Lijst Frijsinger           | 0     | –     | –     | –     | –     | –     | –     | –     | –     |
| Gesamt                     | 15    | 15    | 15    | 15    | 19    | 19    | 19    | 19    | 19    |

Anmerkungen

### Kollegium von Bürgermeister und Beigeordneten
Folgende Personen gehören zum Kollegium:
Bürgermeisterin
- Jeffrey van Agtmaal (CDA) (Amtsantritt: 1. Juli 2025)[1]

Beigeordnete
- Jan Smits (Democraten Roerdalen)
- Loes Vestjens (Roerstreek Lokaal!)
- Roland Slangen (Roerstreek Lokaal!)
- Frank Demarteau (CDA)

Gemeindesekretär
- Laurens Bijl

## Freizeit

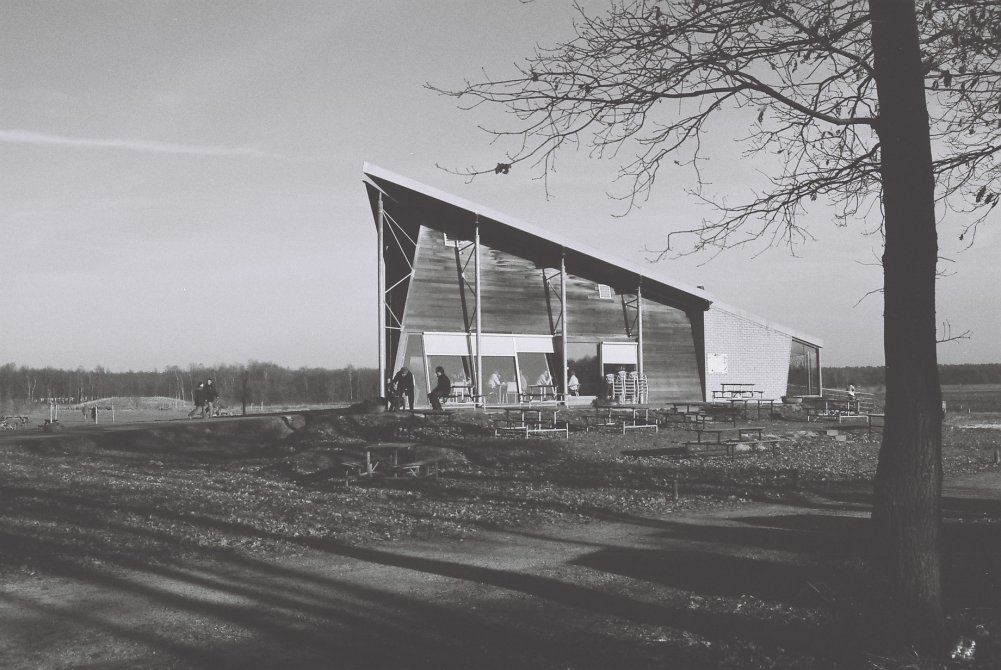
Besucherzentrum Nationalpark de Meinweg

Der Nationalpark De Meinweg lädt zum Wandern und Reiten an. Ein Besucherzentrum vermittelt Einblicke in Natur und Kulturgeschichte des Gebiets.

## Sehenswürdigkeiten

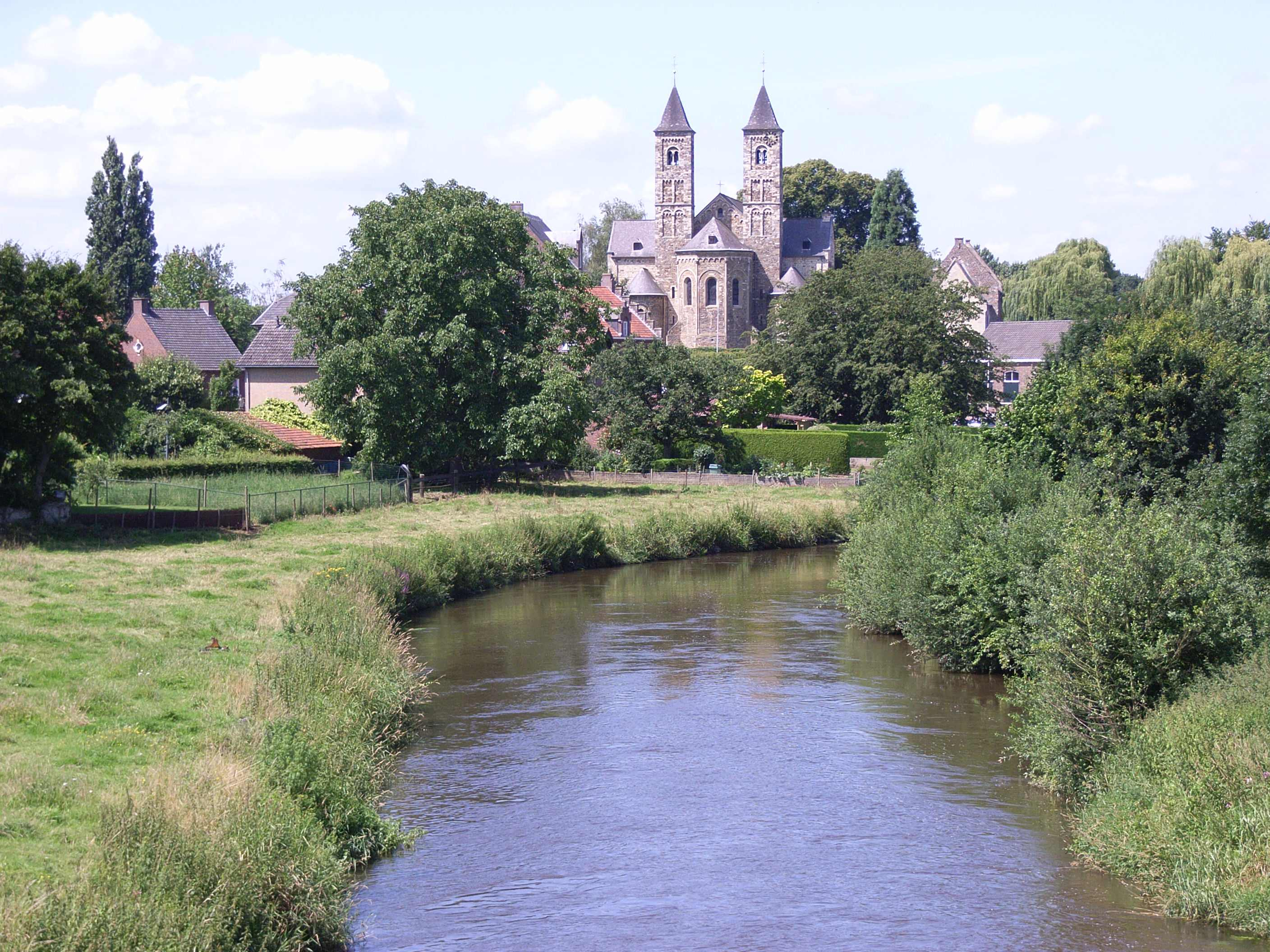
Romanische Basilika in Sint Odiliënberg an der Rur

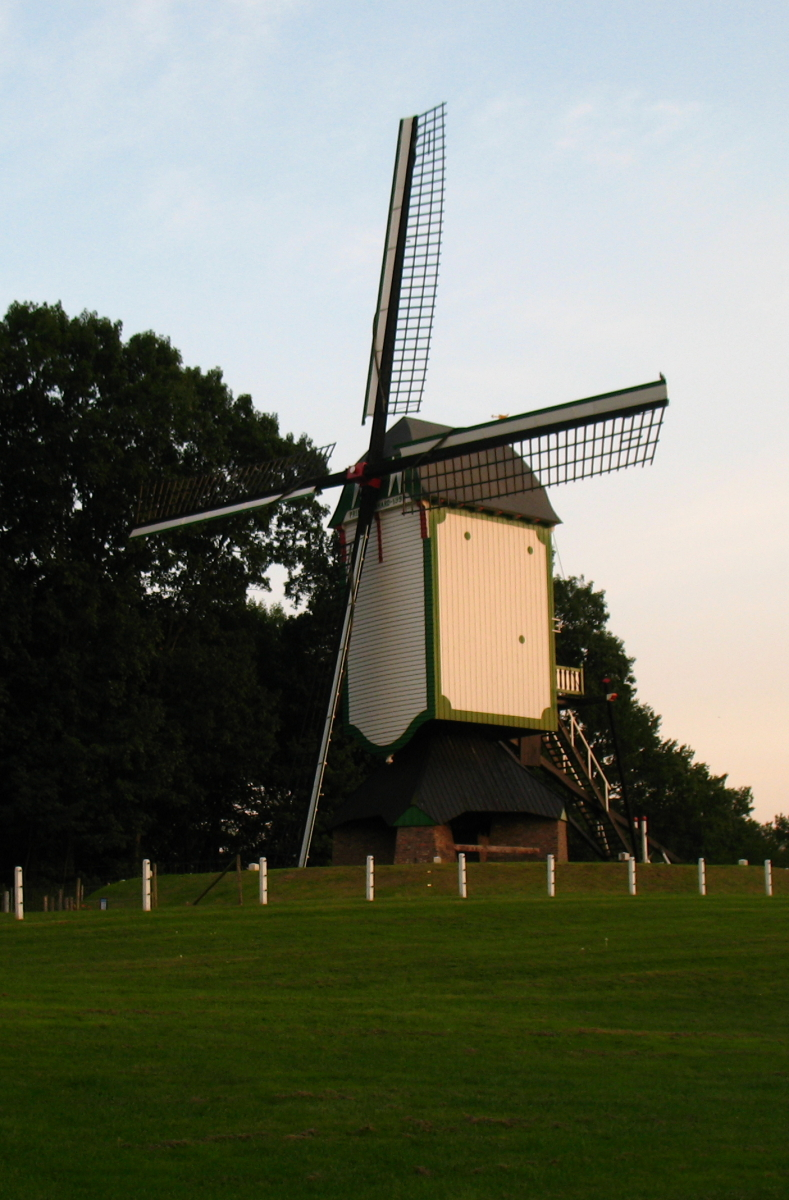
Prins Bernhardmolen

- Romanische Basilika der heiligen Wiro, Plechelmus en Otgerusaus dem 11. Jahrhundert in Sint Odiliënberg
- Prins Bernhardmolen (Prinz-Bernhard-Mühle) zwischen Melick und Herkenbosch: Nach Zerstörung im Zweiten Weltkrieg bis 1999 funktionsfähig rekonstruierte Bockwindmühle. Neben der Mühle befindet sich ein Museum mit historischen Landmaschinen aus der Zeit vor 1950.
- Kolleg St. Ludwig. Von 1909 bis 1979 diente das Klostergebäude als Internatsschule und seitdem unter der Bezeichnung Maharishi European Research University (MERU) als Meditationszentrum. 2001 wurde das denkmalgeschützte Gebäude teilweise zerstört und dem Verfall preisgegeben. Ein Neubau ist geplant und wird seit Sommer 2007 mit einer gebäudehohen Abbildung vor der Hauptfront des Gebäudes visualisiert.[6] Maharishi Mahesh Yogi starb im Februar 2008 hier.